# Национальный этнографический музей (Варшава)

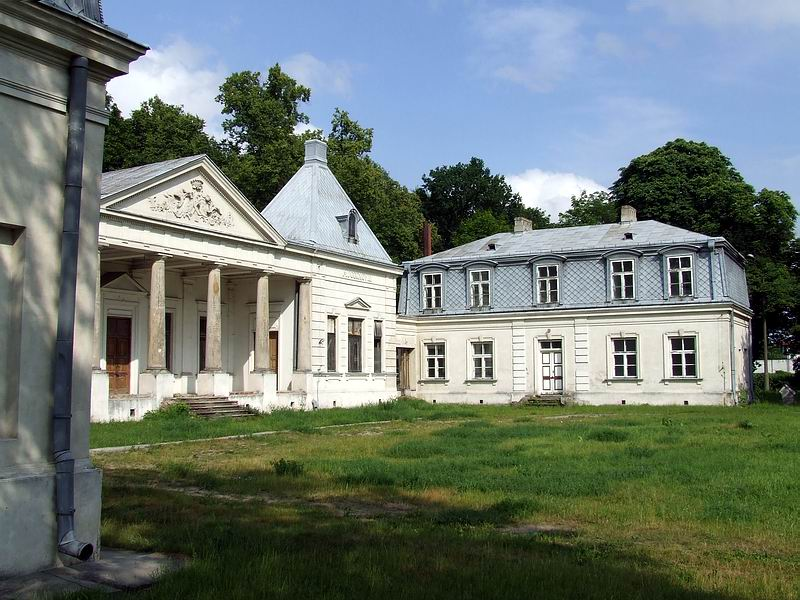
Дворец на Млочинах — первое послевоенное помещение

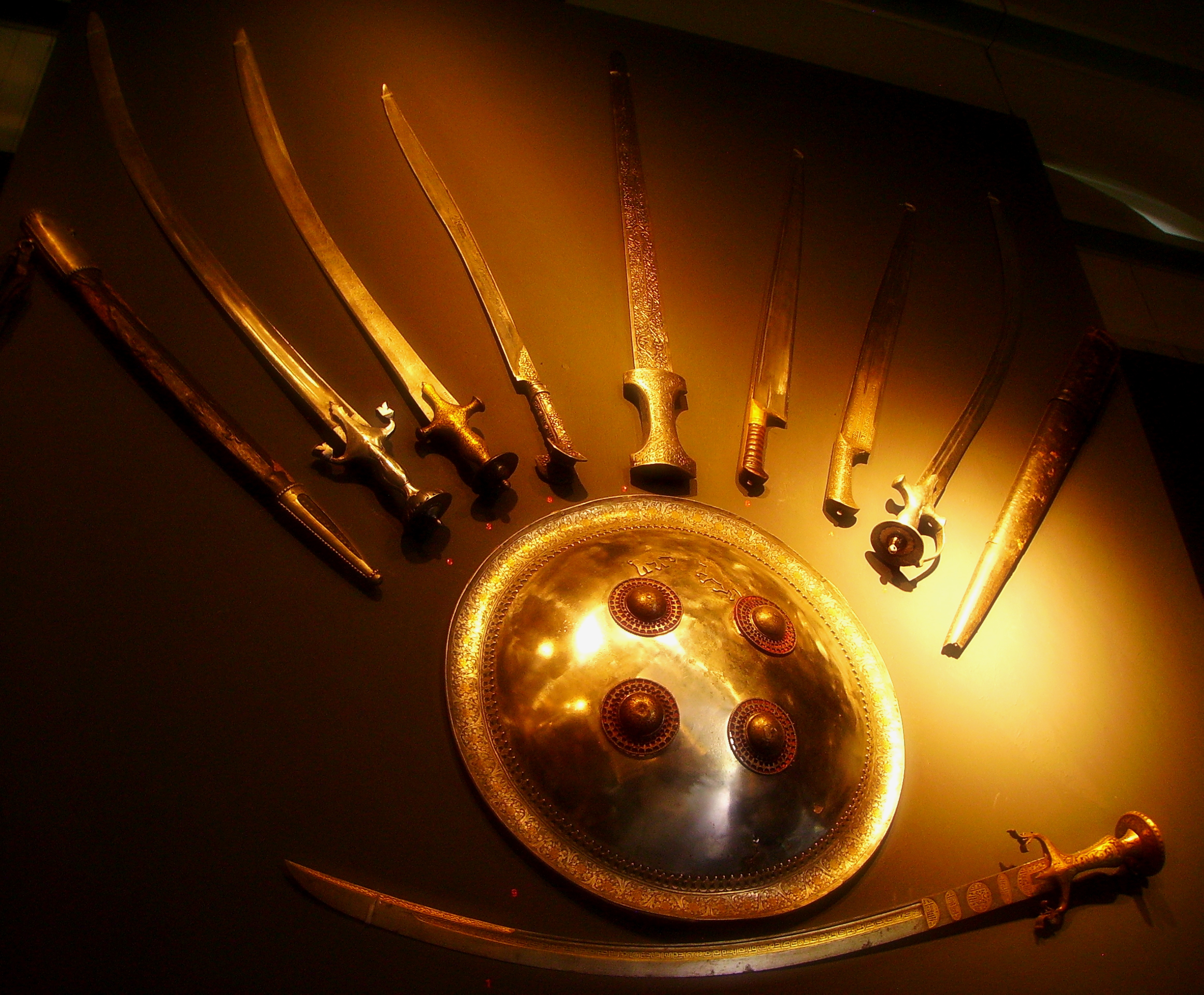
Фрагмент экспозиции

Национальный музей этнографии (пол. Państwowe Muzeum Etnograficzne w Warszawie) — один из старейших этнографических музеев в Польше. Находится в Варшаве на улице Кредитовой, 1.
Музей основан в 1888 году. Фонды насчитывают более 74 тыс. объектов, представленных на 6 постоянных выставках. Ежегодно организуется 12 временных выставок.

## История
Этнографический музей создан по инициативе мецената Я. М. Каминского вместе с Яном Карловичем, которые образовали организационный комитет. С 1888 года коллекция этнографических артефактов, собранная группой энтузиастов, находилась при Варшавском зоопарке. В 1896 году благодаря Группе любителей этнографии (пол. Grona Miłośników Etnograﬁi) коллекция была передана в Музей промышленности и сельского хозяйства, помещения которого располагались на улице в Краковское предместье, 66.
В 1921 году заботу об этнографической коллекции взял на себя музеевед и эксперт по этнографии Европы Евгениуш Франковский, который превратил неупорядоченное собрание в современный музей, который помимо выставочной деятельности занимался научными исследованиями. Музейная коллекция, которая насчитывала в 1922 году 8954 экспонатов, с каждым годом быстро росла, и к 1939 году она состояла примерно из 30 тыс. экземпляров. Коллекция делилась на три основные группы: польские артефакты, в том числе ценные народные костюмы, ткани и гуцульская коллекция, которая насчитывала более 3000 образцов; коллекция славян и коллекция из остальных стран (более 50 % всех экспонатов).
Многие экспонаты происходили из частных коллекций польских этнографов, в частности Леопольда Яниковского, Яна Кубары, Бронислава Пилсудского, уникальное индо-китайское собрание Игнацы Зарембы-Белаковича, a также экспонаты из Китая, Японии, Ближнего Востока, Австралии и других регионов мира.
До войны библиотека этнографического музея была одной из самых богатых этнографических библиотек в стране. В результате войны и бомбардировок Варшавы музей был полностью разрушен, и коллекция была уничтожена или потеряна.
В 1946 году началась организационная работа по восстановлению музея. Сначала он открылся под названием «Музей народной культуры», и его временным местопребыванием был исторический дворец Брюля на Млочинах XVIII века по улице Музейной, 1.
В 1949 году была открыта первая выставка в послевоенной истории музея. Экспозиция носила название «Polski strój ludowy». В 1959 году музей получил новое помещение — разрушенный дом XIX века, принадлежавший Кредитном земскому обществу, располагавшийся на углу улиц Кредитовой и Мазовецкой. Его восстановление осуществлялось на средства Министерства культуры и искусства в 1962–1972 годах.
15 декабря 1973 года состоялось торжественное открытие музея.